# NK HAŠK 1903 Zagreb
HAŠK 1903 Zagreb hrvatski je nogometni klub iz Zagreba. U sezoni 2025./26. natječe se u 3. NL – Centar.
Klub nema nikakvu vezu s HAŠK-om, povijesnim sportskim klubom.

## Povijest
Klub je osnovan 23. prosinca 1953. pod imenom TPK (Tvornice parnih kotlova). Godine 1991. mijenja ime u Pešćenica, po istoimenom dijelu Zagreba. To ime zadržava do 1993. kada je preimenovan u HAŠK 1903. Naftaš Ivanić-Grad i HAŠK se tijekom srpnja 2006. ujedinjuju u novi klub naziva Naftaš HAŠK. Taj je klub igrao domaće utakmice 2. HNL 2006./07. u Zagrebu. Raspao se iduće sezone. Uz Naftaš HAŠK paralelno je djelovao i niželigaški HAŠK koji se u sezoni 2006./07. natjecao u 1. ZNL.

## Vanjske poveznice
- Službena web-stranica
- Profil, HNS Semafor